# Liste der Museen in Passau
Die Liste der Museen in Passau gibt einen Überblick über aktuelle und ehemalige Museen in der kreisfreien Stadt Passau in Bayern.

## Aktuelle Museen
| Name                                    | Kurzbeschreibung | gegründet/ eröffnet       | Träger        | Standort            | Bild           | Link |
| --------------------------------------- | --- | ------------------------- | ------------- | ------------------- | -------------- | ---- |
| Domschatz- und Diözesanmuseum           | Das Domschatz- und Diözesanmuseum in der Neuen Residenz zeigt im Erdgeschoss die einstige fürstbischöfliche Bibliothek mit ihrer historischen Ausstattung, dem barocken Buchbestand und Objekten aus dem Domschatz. Im Obergeschoss sind unter anderem liturgische Gewänder, Monstranzen, gotische Tafelbilder und weitere Kunstgegenstände von der Romanik bis zum Barock ausgestellt. | 1989                      | Bistum Passau | Neue Residenz       | weitere Bilder |      |
| Glasmuseum Passau                       | Das Glasmuseum Passau dokumentiert mit einer Sammlung von 30.000 Gläsern, von denen 15.000 ausgestellt sind, die Geschichte der Glasherstellung in Bayern, Böhmen, Österreich und Schlesien in der Zeit von 1620 bis 1950. | 1985                      |               | Hotel Wilder Mann   | weitere Bilder |      |
| Museum Moderner Kunst Wörlen            | Museum Moderner Kunst Wörlen präsentiert in wechselnden Ausstellungen Werke aus seinem Bestand zur Kunst des 20. und 21. Jahrhunderts. Den Kern des Bestands bilden der Nachlass des Malers Georg Philipp Wörlen und zahlreiche Arbeiten aus den Künstlergemeinschaften Hagenbund, Der Fels und Donau-Wald-Gruppe.                                                                      | 1990                      |               | Bräugasse           | weitere Bilder |      |
| Oberhausmuseum                          | Das Oberhausmuseum in der Veste Oberhaus beschäftigt sich in mehreren Dauerausstellungen mit dem Leben in einer mittelalterlichen Burg, dem Zusammenhang von Kunst und Religion, der Geschichte der Stadt Passau von den keltischen Anfängen bis zum Ende des Fürstbistums 1803 und Aspekte von Zunft und Handwerk.                                                                     | 1952                      |               | Veste Oberhaus      | weitere Bilder |      |
| Römermuseum Kastell Boiotro             | Das Römermuseum Kastell Boiotro steht auf den Fundamenten des spätrömischen Kastells Boiotro. Es zeigt freigelegte Grundmauern des Kastells und Funde aus Passau bis zum Ende des Römischen Reiches 476 n. Chr. | 1982                      |               | Kastell Boiotro     | weitere Bilder |      |
| Mittelalterliches Foltermuseum am Anger | In historischen Gewölberäumen wird eine Sammlung und Ausstellung über die Zeit der Inquisition und der Hexenverfolgung gezeigt. | 2022 (am Standort Passau) |               | Parkstrasse 2–4     |                |      |
| Freskenmuseum Passau                    | Im Fresken-Museum erlebt man mittelalterliches Christentum und Hochmittelalter in Bildern. | 1982                      |               | Kloster Niedernburg |                |      |